# Lambertus de Rijk

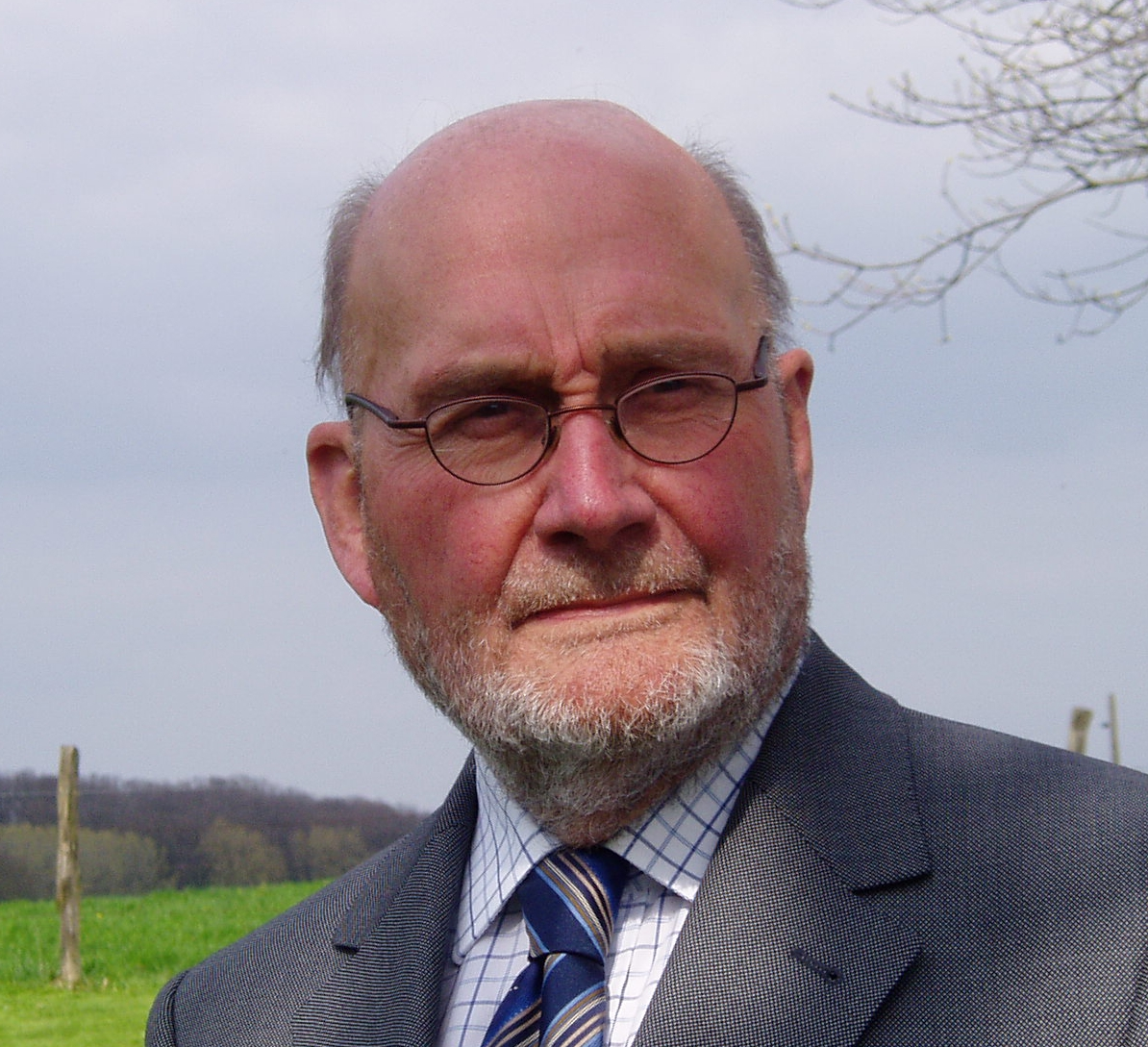
Lambertus de Rijk (2003)

Lambertus Marie de Rijk, informell Bertus de Rijk (* 6. November 1924 in Hilversum; † 30. Juni 2012 in Maastricht), war ein niederländischer Philosophiehistoriker und Mitglied der Ersten Kammer der Generalstaaten der Niederlande für die Partij van de Arbeid.

## Akademischer Werdegang
Nach dem Schulbesuch, der teilweise am Priesterseminar von Bergen op Zoom stattfand, studierte de Rijk von 1945 bis 1949 Klassische Philologie und Philosophie an der Universität Utrecht. 1952 wurde er dort bei Cornelia Johanna de Vogel promoviert. Von 1961 bis 1969 war er Professor für Philosophie an der Universität Nimwegen. 1967 wurde er daneben außerordentlicher Professor an der Universität Utrecht, eine Stelle, die er bis 1984 behalten sollte. Von 1969 bis 1988 war er Professor für Philosophie an der Universität Leiden. Er spezialisierte sich in dieser Zeit in der Geschichte der Philosophie, insbesondere in antiker und mittelalterlicher Philosophie, unter anderem auf Aristoteles und seine Rezeption im Mittelalter sowie auf Thomas von Aquin.

## Auszeichnungen
1977 wurde er in die Abteilung Philosophie und Theologie der Koninklijke Nederlandse Akademie van Wetenschappen aufgenommen. Für seine Arbeiten auf dem Gebiet der mittelalterlichen Logik und Semantik wurden ihm von den Universitäten Kopenhagen und Nimwegen Ehrendoktorate verliehen. 1989 wurde er von der Universität Maastricht zum Ehrenprofessor ernannt. Dort wirkte er maßgeblich an der Einrichtung der Faculteit der Cultuur- en Maatschappijwetenschappen mit.

## Politischer Werdegang
Als gebürtiger Katholik trat er nach dem bischöflichen Hirtenbrief von 1954 (Bisschoppelijk mandement van 1954), der Katholiken eine Mitgliedschaft in sozialistischen Gewerkschaften und Parteien untersagte, aus Protest der sozialdemokratischen Partij van de Arbeid bei. Von 1956 bis 1991 war er Mitglied der Ersten Kammer (des Senats). Von 1980 an war er erster stellvertretender Vorsitzender der Ersten Kammer. Von 1961 bis 1964 musste er sein Mandat niederlegen, um die Professur an der katholischen Universität Nimwegen antreten zu können.

## Schriften (Auswahl)
- The Place of the Categories of Being in Aristotle's Philosophy. Van Gorcum, Assen 1952 (= Dissertation)
- Aristotle’s Semantics and Ontology. Brill, Leiden 2002.
- Religie normen waarden. Uitgeverij Bert Bakker, 2006.
- Geloven en weten. Uitgeverij Bert Bakker, 2010.